# فيليب ويلهلم يونغ
فيليب ويلهلم يونغ (بالألمانية: Philipp Wilhelm Jung) هو سياسي ألماني، ولد في 16 سبتمبر 1884 في ألمانيا، وتوفي في 9 سبتمبر 1965 في فورمس في ألمانيا. حزبياً، نشط في الحزب النازي. وقد انتخب عمدة.